# Kościół św. Jana Chrzciciela w Orawce
Kościół św. Jana Chrzciciela w Orawce – zabytkowy kościół parafialny w Orawce, w województwie małopolskim. Jeden z punktów szlaku architektury drewnianej województwa małopolskiego należący do parafii św. Jana Chrzciciela w Orawce.

## Historia
Powstanie kościoła datuje się na lata 1651-1656, zbudowany z inicjatywy ks. Jana Szczechowicza. Jest najstarszą świątynią i pierwszą parafią Polskiej Orawy oraz najstarszą drewnianą świątynią Górnej Orawy. Jest położony pośród drzew i otoczony murem, w obrębie którego mieści się cmentarz.

## Architektura
Drewniany, jednonawowy kościół z wieżą wzniesiono w konstrukcji zrębowej; dach i ściany obito gontem. Wydłużone prezbiterium, wielobocznie zamknięte, jest węższe od nawy. Od północy przylega do niego zakrystia, a od wschodu murowana kaplica Matki Bożej Bolesnej, wzniesiona w 1728. Po południowej stronie nawy mieści się drewniana kruchta. Kościelna wieża o pochyłych ścianach jest zwieńczona izbicą i ostrosłupowym hełmem z czterema narożnymi wieżyczkami. 
Wnętrze kościoła i część wyposażenia pokryto figuralno-ornamentalną polichromią w 2. poł. XVII w. i w 1711. Autorem koncepcji wystroju był proboszcz Orawki, ks. Jan Szczechowicz. Polichromia przedstawia sceny z życia św. Jana Chrzciciela, medaliony z Chrystusem i apostołami, wizerunki świętych czczonych na Węgrzech oraz herby osób związanych z historią Orawy: cesarza Ferdynanda III Habsburga, arcybiskupa Jerzego Lippaya de Zongor oraz Moniaków. Na parapecie chóru namalowano sceny ilustrujące dziesięć przykazań. Na belce tęczowej znajduje się barokowa Grupa Ukrzyżowania oraz inskrypcje (jedna z nich to polski tekst pieśni pasyjnej). Późnobarokowy ołtarz główny i dwa boczne oraz stalle wykonano w 1. poł. XVIII w. W kaplicy znajdują się także Stacje Drogi Krzyżowej z 1857 autorstwa Szczepana Sitarskiego.

Na antresoli przy zachodniej ścianie nawy znajdują się jedne z najstarszych w Polsce, zbudowane w 3. ćwierci XVII wieku, grywalne organy piszczałkowe. 